# Elvis Fatović
Elvis Fatović (Dubrovnik, 8. svibnja 1971.), bivši hrvatski vaterpolist i bivši trener Vaterpolo kluba Jug. Izbornik Australije od kraja siječnja 2013.

## Igračka karijera
Elvis Fatović jedan je od najboljih i najtrofejnijih hrvatskih vaterpolista u povijesti. U svojoj bogatoj igračkoj karijeri nastupao je za Jug i Mladost. Igrao je na poziciji lijevog vanjskog napadača. Karijeru je započeo u dubrovačkom velikanu Jugu da bi 1992. prešao u najljućeg rivala, zagrebačku Mladost. S Mladosti je osvojio prvenstvo i kup Hrvatske 1993., te se potom vratio u Jug s kojim je ostvario zavidnu karijeru. S Jugom je osvojio 5 naslova prvaka Hrvatske te 6 puta naslov pobjednika hrvatskog kupa. Dva puta je odveo Jug do naslova europskog prvaka (2001. i 2006.), a osvojio je i LEN kup 2000. Nastupio je za hrvatsku reprezentaciju 128 puta i osvojio je srebro na Europskom prvenstvu 2003. u Kranju. S mladom reprezentacijom Jugoslavije okitio se naslovima svjetskog (1989.) i europskog (1990.) prvaka. 
Igračku karijeru je okončao 2007., te je od tada obnašao dužnost trenera prve momčadi Juga do kraja 2011. godine od kad trenira mlađe uzraste. Kao trener, osvojio je dva naslova pobjednika hrvatskog kupa, Jadransku vaterpolsku ligu u sezoni 2008./09. te prvenstvo Hrvatske u sezoni 2008./09.
Kao igrač je često puta bio jednim od najboljih strijelaca državnog prvenstva.
Kao pomoćni trener osvojio je zlatnu medalju na Olimpijskim igrama u Londonu 2012. gdje je u prvoj utakmici na ovim igrama s kolegom Kobeščakom vodio reprezentaciju do pobjede nad Grčkom.

## Trenerska karijera
Na SP-u 2013. kao izbornik Australije ostvario je u skupini pobjedu nad Kinom i neriješen 
ishod protiv Mađarske. U osmini završnice reprezentacija koju vodi pobijedila je Njemačku 8:4. U četvrtzavršnici protiv Hrvatske Australija je nakon produžetaka izgubila 7:6. To pokazuje kako je jedan od zaslužnih za veliki iskorak u australskom vaterpolu.
Elvisov sin je hrvatski vaterpolski reprezentativac Loren Fatović.